# Sondalandia

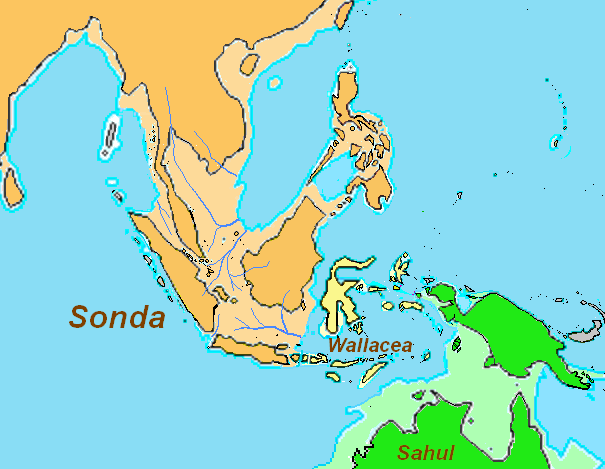
Región de la Sonda actual y prehistórica en contraposición.

Sondalandia o Región de la Sonda es un área geográfica del Sureste asiático conformada principalmente por las islas mayores de la Sonda (excepto Célebes), Bali y la península de Malaca, las cuales formaban una gran península durante la Edad de hielo. 
Es un concepto tanto geológico-histórico como biogeográfico. Geológicamente tiene una correspondencia con la placa de la Sonda, por lo que incluye también el Sur de Indochina y las Filipinas, limitando al sureste con la línea de Wallace, ya que estas regiones formaban un área continua peninsular durante el Pleistoceno. En cambio biogeográficamente, se le considera una ecozona.

## Geología
La mayor parte del Sudeste de Asia se encuentra asentada en la placa de la Sonda, produciéndose una continuidad natural geográfica entre Indochina, las islas mayores de la Sonda y en menor grado con las islas Filipinas; de tal manera que la región se encuentra conectada por la plataforma de la Sonda, que en su mayor extensión no tiene más de 50 m de profundidad. Esta continuidad se ve interrumpida al Este por la fosa de Wallace.
Durante el Pleistoceno, hace más de 10 000 años, la mayor parte de la región ahora sumergida, eran llanuras con terrenos inundables, ríos, deltas y tahuampas (zonas fangosas con vegetación). Análisis del polen del subsuelo marino han revelado todo un ecosistema muy diferente del actual.
Una vez producida la gran inundación, Sondalandia se separó en las grandes islas y muchas especies se vieron aisladas. Tal es el caso de los peces barbudos (Polydactylus) de agua dulce, que actualmente se encuentran en ríos de Sumatra y en el río Kapuas de Borneo.

## Prehistoria

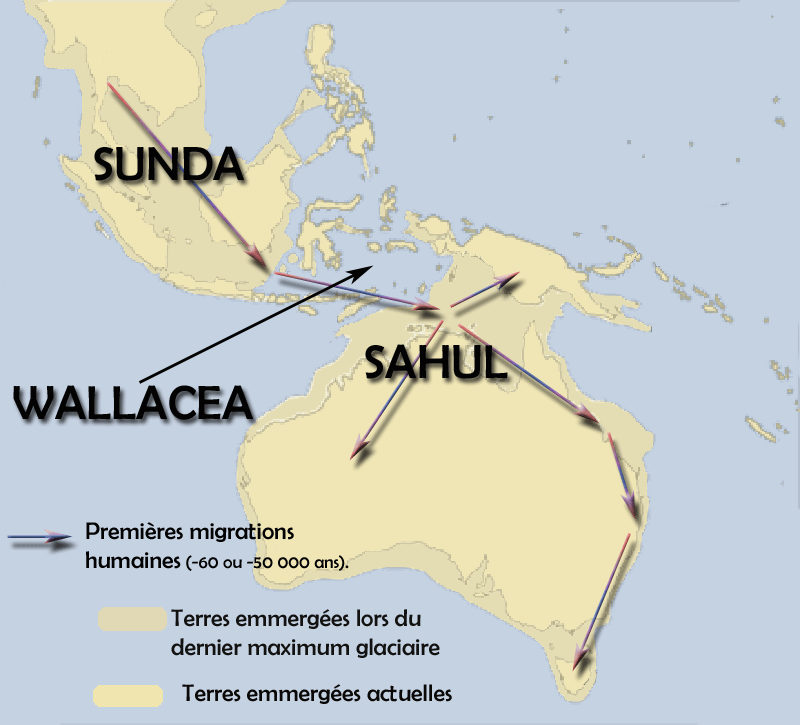
Las primeras migraciones humanas a través de la Sonda y Sahul; 60 a 50 000 años (última glaciación)

El primer humano que pobló la región fue el hombre de Java (Homo erectus) en tiempos remotos, probablemente hace casi 1,8 millones de años, habitando el sudeste asiático hasta tiempos relativamente recientes, hace unos 60 000 años, por lo que es probable que existiera alguna interacción entre H. sapiens y H. erectus. Se especula que el Homo floresiensis haya sido el último descendiente del H. erectus, dejando Sondalandia y llegando por mar a la cercana isla de Flores, donde se extinguió hace unos 50 000 años.
El Homo sapiens colonizó la región hace unos de 60 000 años. Con una cultura más avanzada, logró en poco tiempo lo que no pudo H. erectus en más de un millón de años: navegar uniendo las múltiples islas del este de Indonesia, probablemente en pequeñas balsas y realizando la primera colonización humana del continente Sahul hace unos 50 000 años (según la evidencia genética). Es así que estos pobladores son los ancestros de los actuales aborígenes australianos, papúes, melanesios e igualmente de los grupos étnicos relictos llamados negritos.
Al terminar la última glaciación hace unos 10 000 años, se inundaron los pasos terrestres y se produjo un gran aislamiento de las poblaciones aborígenes. Pueblos austronesios provenientes de Taiwán llegaron hace unos 4000 años y se convirtieron en la población predominante de la región.

## Ecología

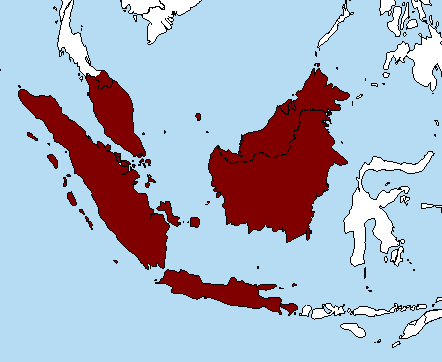
Ecozona de la Sonda.

Desde el punto de vista biogeográfico, Sondalandia es una subregión asiática que forma parte de una ecozona mayor: la región Indomalaya. Dado su pasado geológico en conexión con Asia continental, comparte gran parte de la fauna asiática, siendo comunes los elefantes, monos, simios, tigres, tapires y rinocerontes. 
Forman parte de esta región la península de Malaca, Sumatra, Borneo, Java y demás islas circundantes como Bali, Mentawai, Anambas, Bangka, Riau, etc. A su vez la Sonda tiene una relación biogeográfica cercana con las islas Filipinas. 
En cambio en Botánica suele usarse una región mayor llamada Malesia, que además de la Sonda incluye a toda Insulindia (incluyendo Filipinas), a Nueva Guinea y al archipiélago Bismarck, como áreas de influencia de la vegetación asiática.